# (72648) 2001 FY42
(72648) 2001 FY42 – planetoida z pasa głównego asteroid okrążająca Słońce w ciągu 4,65 lat w średniej odległości 2,78 j.a. Odkryta 18 marca 2001 roku.